# 馬達萊娜群島
马达莱娜群島（義大利語：Arcipelago di La Maddalena）是意大利的群島，位於薩丁尼亞島東北面的博尼法喬海峽，由7個主要島嶼和多個小島組成，整个群岛的范围组成为拉马达莱娜市镇。

## 外部連結

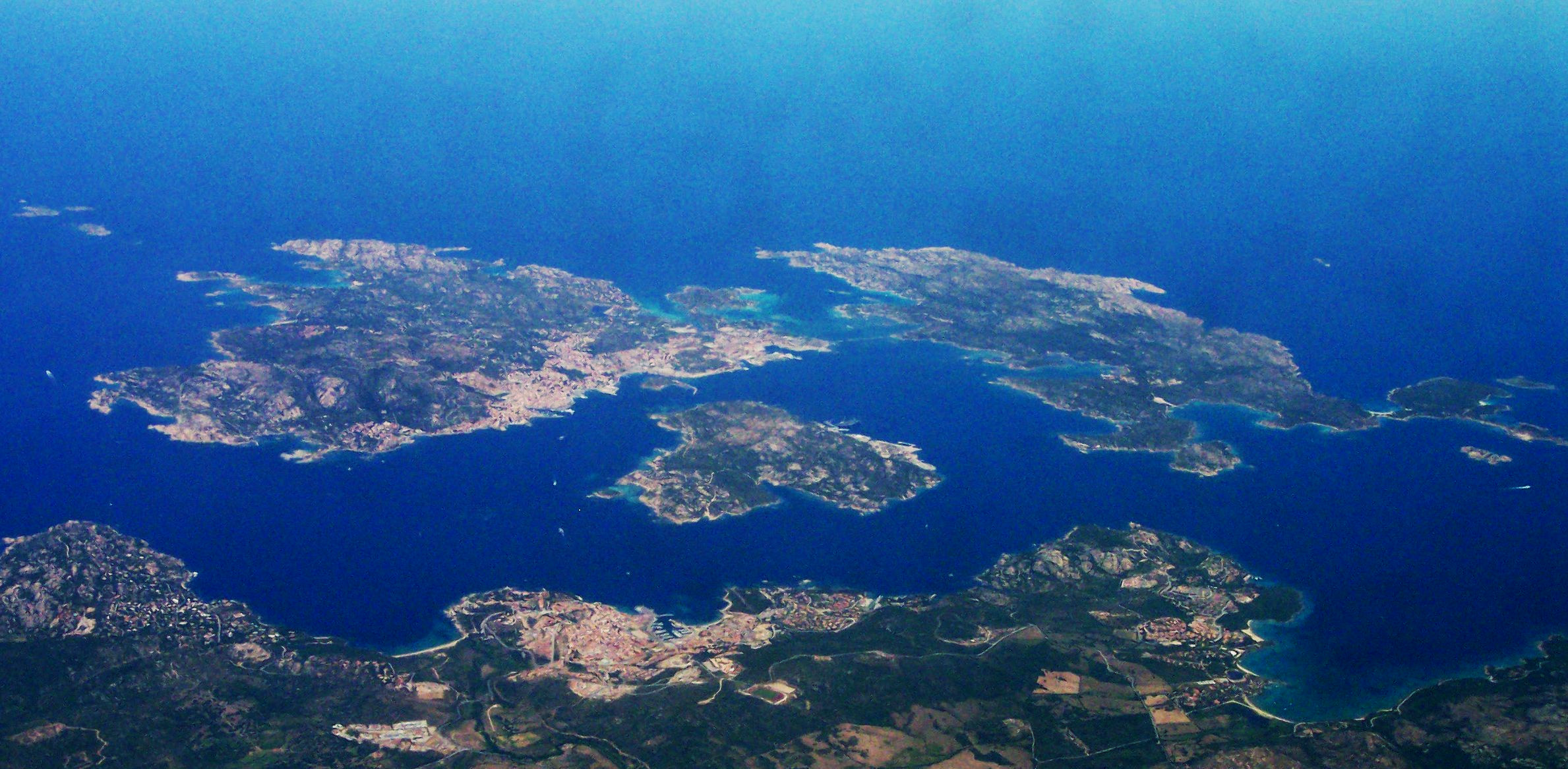
鸟瞰图

- Parco Nazionale dell'Arcipelago di La Maddalena （页面存档备份，存于）
- Italian Government Tourist Board （页面存档备份，存于）

41°13′13″N 9°23′22″E / 41.2203°N 9.38944°E